# تيم مور (غطاس)
تيم مور (بالإنجليزية: Tim Moore) هو غطاس أمريكي، ولد في 17 سبتمبر 1953.

## وصلات خارجية
- تيموثي مور على موقع الاتحاد الدولي للسباحة (الإنجليزية)
- تيموثي مور على موقع أوليمبيديا (الإنجليزية)